# Skindred
«Skindred» — британская рок-группа, образованная в Уэльсе в 1998 году. В своём творчестве этот коллектив объединяет элементы рок-музыки, регги, метала, даба, драм-н-бейса и дабстепа. Skindred также стали известны своими яркими и энергичными концертными выступлениями. Skindred были удостоены двух наград: «Лучший концертный исполнитель» от Metal Hammer и «Премия преданности» от Kerrang! Awards.

## История группы

### Образование группы и первые годы (1998—2002)
Группа Skindred создана тремя участниками прекратившей деятельность группы Dub War: Бенжи Уэббе, Джеффа Роуза и Мартина «Ginge» Форда. По словам Уеббе причиной распада стал конфликт с лейблом Earache Records. «Они не позволяли нам записываться и просто не давали денег на жизнь, это заставило нас бороться с самими собой; у нас не было выбора, кроме как пойти каждый своей дорогой или убить кого-то или друг друга» — говорил музыкант. В конечном итоге Dub War была расформирована в 1998 году, и Уэббе совместно с Роузом и Фордом создали новый музыкальный проект, получивший название «Skindred». В течение первых нескольких лет, группа, не имея контракта с каким-либо лейблом, создаёт демозаписи («Brainkiller», «The Champions», «Ruff Neck») и выступает на разогреве у английских альтернативных групп. Однако в 2001 Роуз и Форд покидают группу и на их места приходят басист Дэниэль Пагсли, гитарист Mikeydemus и барабанщик Арья Гоггин.
Дебютный студийный альбом Skindred, Babylon, был выпущен в июле 2002 года лейблом RCA Records. Продюсером пластинки стал Ховард Бенсон, известный по работе с Papa Roach, P.O.D., Sepultura и My Chemical Romance. Альбом был положительно воспринят общественностью. Редактор Allmusic Джонни Лофтус в своём обзоре написал, что Babylon «подходит любителям грамотных жанровых „прыжков“, подобных Soulfly и System of a Down…». Альбом занял 1-ю строчку Billboard Top Reggae, 5-ю строчку Тоp Heatseekers и 189-е место Billboard 200, а сингл «Nobody» достиг 14-й позиции Hot Mainstream Rock Tracks и 23-й строчки Hot Modern Rock Tracks. На фоне популярности пластинки группа проводит концертный тур.

### Рост популярности (2003—2010)
В дальнейшем Babylon несколько раз переиздавался: сначала в 2003 году независимым лейблом «Bieler Bros.», а спустя ещё год, компанией Lava Records, с которой музыканты подписали контракт, покинув RCA. В новой версии был изменен дизайн буклета, и добавлены новые композиции. В конце 2005 года было выпущено британское издание Babylon, включающее в себя помимо нового трека «We Want» дополнительный диск с несколькими акустическими версиями песен альбома. К композициям «Nobody», «Pressure» и «Set It Off» были сняты видеоклипы. Группа продолжила гастроли, как в Англии, так и в США, где Skindred выступили вместе с P.O.D., Sevendust, Korn, Ill Niño, Nonpoint, (hed) P.E. и Papa Roach, а также на крупных музыкальных фестивалях: «Essential Festival», «Ozzfest» и «Summer Breeze Festival». Композиция «Nobody» была включена в саундтрек к компьютерной игре Need for Speed: Underground 2.
В 2006 году Skindred  были номинированы на премию от Metal Hammer, в категории «Лучшая британская группа». В течение года, музыканты участвуют в фестивалях «Damnation Festival» и «Download Festival», а также совершают тур по Великобритании названный «Jungle Bells» с нью-йоркской группой Dub Trio, в рамках которого представляют трек «Roots Rock Riot» с будущего альбома.
В начале января 2007 года музыканты приступают к записи второго студийного альбома под названием Roots Rock Riot, релиз которого состоялся в конце октября того же года посредством Bieler Bros. Пластинка была записана на флоридской студии «Bieler Bros. Studios» при участии продюсера Мэтта Сквайра (Panic! At the Disco) и смикширована Руком Уиллом, который так же работал над дебютным альбомом группы. Первым синглом альбома стала песня «Rat Race». В США альбом достиг 6 места Top Heatseekers и 22 места в чарте независимых альбомов. Третий студийный альбом Shark Bites and Dog Fights был выпущен 21 сентября 2009. Уже в следующем 2010 году музыканты приступают к записи нового материала.

### Union Black,Kill The Powerи активная концертная деятельность (2011—2014)

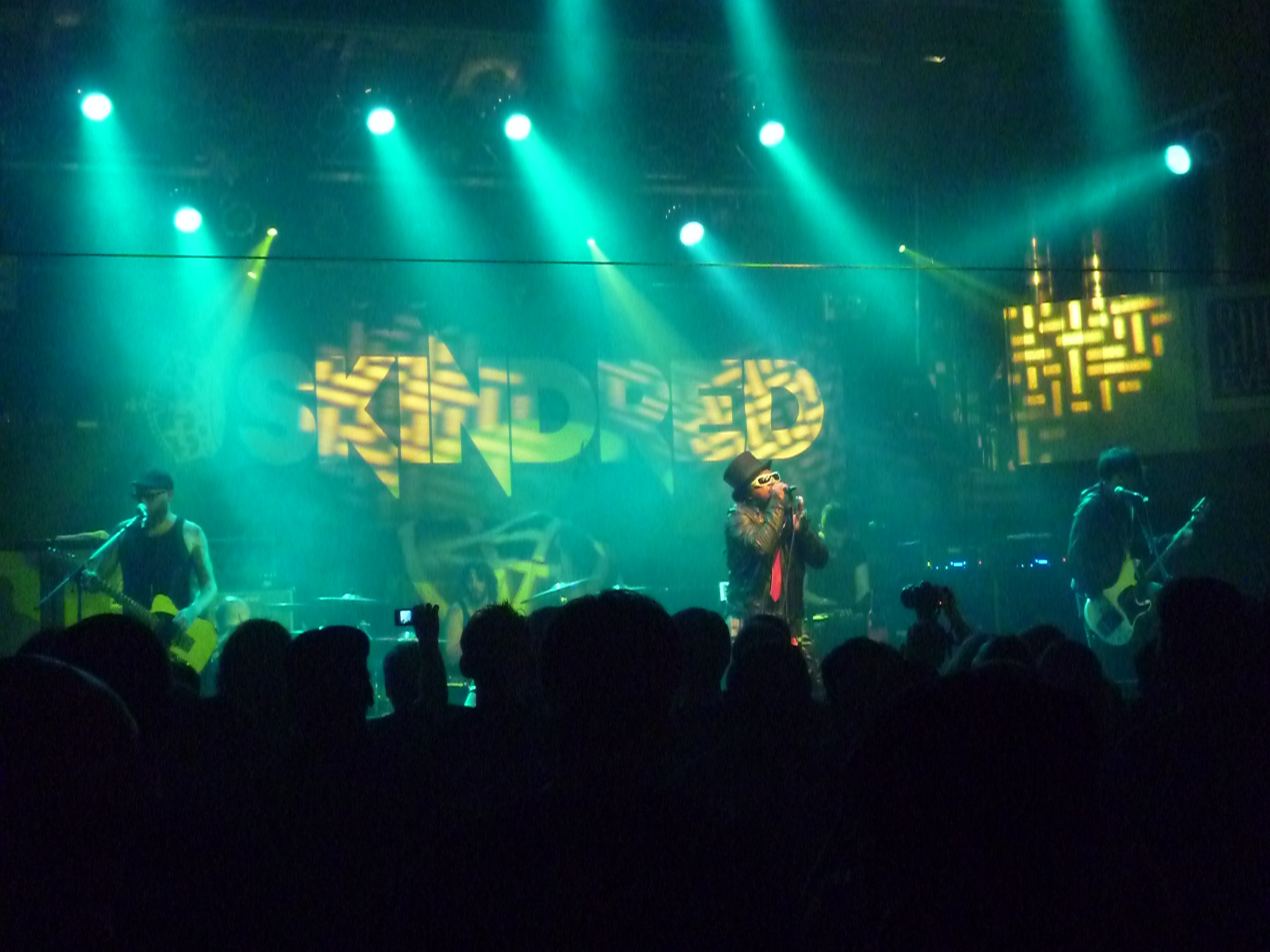
Выступление на Garage Saarbrücken, 2011

В 2011 в качестве гастрольного участника к Skindred присоединяется Дэн Стёржесс. Четвертый студийный альбом Union Black был выпущен 25 апреля 2011 года исключительно для британского и европейского рынка. В поддержку Union Black музыканты провели масштабное турне по странам Европы и выступили на фестивалях «Sonisphere», «Wacken Open Air», «Download Festival», «Польский Вудсток» и «Boardmasters Festival».
В марте 2013 года участники группы сообщили группы о том, что они работают над записью новой пластинки. Релиз пятого студийного альбома Kill The Power состоялся 27 января 2014. В настоящее время Skindred проводят мировой концертный тур.

### Volume, Big Tings и Smile (2015—настоящее время)
В октябре 2015 года группа выпустила свой шестой студийный альбом Volume.

## Музыкальный стиль
Skindred сочетают в своей музыке влияния хеви-метала, панк-рока, регги, хип-хопа, даба, электронной музыки и дэнсхолла, тем самым создавая своё неповторимое звучание. Сами музыканты описывают свою музыку как «рагга-метал». Бенжи Уэббе также в шутку называет стиль Skindred «ню-регги», со ссылкой на термин ню-метал. Хотя Skindred иногда по сравнивают с Bad Brains, Уэббе утверждает, что «для тех, кто ничего не знает о регги, конечно мы похожи на Bad Brains. Это как человек, который ничего не знает об опере можно сказать, что Паваротти звучит так же, как Мариа-Ланцендорф. Но когда ваши уши обучены и вы знаете, что ищете, можно сказать: „Чёрт, нет, в звучании Мариа-Ланцендорф нет ничего подобного, что есть в Паваротти“».

## Состав

### Нынешний состав
- Бенжи Уэббе — вокал, клавишные (1998—настоящее время)
- Дэн Пагсли — бас-гитара, программирование, бэк-вокал (1998—настоящее время)
- Mikeydemus — гитара, бэк-вокал (2002—настоящее время)
- Арья Гоггин — ударные (2002—настоящее время)

### Бывшие участники
- Мартин Форд — ударные (2001—2002)
- Джефф Роуз — гитара (2001—2002)
- Дэн Стёржесс (a.k.a. Brixton / Sanchez) — диджеинг, семплинг, клавишные, программирование (2011—2017)

## Дискография

### Студийные альбомы
- Babylon (2002)
- Roots Rock Riot (2007)
- Shark Bites and Dog Fights (2009)
- Union Black (2011)
- Kill The Power (2014)
- Volume (2015)
- Big Tings (2018)
- Smile (2023)

### Синглы
| Год  | Сингл                                     | Позиция в чарте | Позиция в чарте | Позиция в чарте | Альбом                     |
| Год  | Сингл                                     | U.S.            | U.S. Mod Rock   | U.S. Main Rock  | Альбом                     |
| ---- | ----------------------------------------- | --------------- | --------------- | --------------- | -------------------------- |
| 2005 | «Nobody»                                  | —               | 23              | 14              | Babylon                    |
| 2006 | «Pressure»                                | —               | —               | 30              | Babylon                    |
| 2007 | «Rat Race»                                | —               | —               | —               | Roots Rock Riot            |
| 2008 | «Trouble»                                 | —               | —               | —               | Roots Rock Riot            |
| 2009 | «Electric Avenue»                         | —               | —               | —               | Shark Bites and Dog Fights |
| 2009 | «Stand for Something»                     | —               | —               | —               | Shark Bites and Dog Fights |
| 2009 | «You Can’t Stop It»                       | —               | —               | —               | Shark Bites and Dog Fights |
| 2011 | «Warning» (совместно с Джекоби Шэддиксом) | —               | —               | —               | Union Black                |
| 2011 | «Cut Dem»                                 | —               | —               | —               | Union Black                |
| 2013 | «Ninja»                                   | —               | —               | —               | Kill the Power             |
| 2013 | «Kill the Power»                          | —               | —               | —               | Kill the Power             |
| 2015 | «Under Attack»                            | —               | —               | —               | Volume                     |
| 2018 | «Machine» (совместно с Филом Кэмпбеллом)  | —               | —               | —               | Big Tings                  |
| 2018 | «That's My Jam»                           | —               | —               | 23              | Big Tings                  |
| 2022 | «Gimme That Boom»                         | —               | —               | —               | Smile                      |
| 2023 | «Set Fazers»                              | —               | —               | —               | Smile                      |
| 2023 | «If I Could»                              | —               | —               | —               | Smile                      |

## Награды и номинации
| Год  | Премия                            | Номинация                       | Результат |
| ---- | --------------------------------- | ------------------------------- | --------- |
| 2010 | «Kerrang! Awards»                 | «Лучший концертный исполнитель» | Номинация |
| 2011 | «Kerrang! Awards»                 | «Премия преданности»            | Победа    |
| 2011 | «Metal Hammer Golden Gods Awards» | «Лучший концертный исполнитель» | Победа    |